# 极速前进亚洲版2
《极速前进亚洲版2》（英語：The Amazing Race Asia 2）是真人秀電視節目极速前进亚洲版的第二季。於2007年11月22日於AXN開始播放。這是一個關於由10隊由2人組成的隊伍，為獎金10萬美元而進行環球旅遊競爭的節目。
本季起接受來自日本的隊伍報名（第一季時日本未獲參賽資格）。這季仍然由吳振天（Allan Wu）主持該季比賽，他曾表示該季會去到非常遠的地方，參賽隊伍自行駕駛的情況會增加，而他們亦不會全擠進同一班航機；當中又會有新的来自美国版的賽例實行（联合）。

## 播映資料
本節目在AXN亞洲各地區頻道播放，部分地區播放時附上該地區語言的字幕（如AXN香港及AXN台灣附中文字幕、AXN印尼播放時附印尼語字幕）。與上季同樣，於節目完全播畢後一個星期，播放了介紹節目拍攝花絮等的《驚險大挑戰花絮》（Amazing Race Asia Memories）；另外，由本季起，於節目正式首播前一星期，亦播放了介紹各隊參賽者等的《驚險大挑戰誰與爭鋒2007》（Racers Revealed 2007）。
下表為本季節目在部分地區播映的資料：
| 2007年11月22日首播 | 逢週四 13:00（UTC） | 印度尼西亞 20:00 (UTC+7) 新加坡、菲律賓、馬來西亞 21:00 (UTC+8) |
| 2007年11月22日首播 | 逢週四 14:00 (UTC)  | 泰國 21:00 (UTC+7) 香港 22:00 (UTC+8)                           |
| 2007年11月26日首播 | 逢週一 15:00 (UTC)  | 台灣 23:00 (UTC+8)                                              |
| 2008年1月27日首播  | 逢週日 12:55 (UTC)  | 日本 21:55 (UTC+9)                                              |

## 比賽結果
| 隊伍               | 關係       | 分段比賽成績 | 分段比賽成績 | 分段比賽成績 | 分段比賽成績 | 分段比賽成績 | 分段比賽成績 | 分段比賽成績 | 分段比賽成績 | 分段比賽成績 | 分段比賽成績 | 分段比賽成績 | 分段比賽成績 | 路障完成情況          |
| 隊伍               | 關係       | 1            | 2            | 3            | 4            | 53           | 6            | 7            | 8            | 9            | 10           | 11           | 12           | 路障完成情況          |
| ------------------ | ---------- | ------------ | ------------ | ------------ | ------------ | ------------ | ------------ | ------------ | ------------ | ------------ | ------------ | ------------ | ------------ | --------------------- |
| Adrian & Collin    | 健身房夥伴 | 7th          | 5th          | 2nd          | 2nd          | 2nd          | 2nd          | 2nd          | 2nd+         | 1st          | 1stƒ         | 2nd          | 1st          | Adrian 5, Collin 6    |
| Vanessa & Pamela   | 姊妹       | 1st          | 4th          | 7th          | 6th          | 4th          | 3rd          | 5th          | 4th^         | 3rd          | 3rd          | 3rd          | 2nd          | Vanessa 6, Pamela 6   |
| Rovilson & Marc    | 最好夥伴   | 2nd          | 1st          | 1st          | 1st          | 1st          | 1st          | 1st          | 1st+         | 2nd          | 2nd>         | 1st          | 3rd          | Rovilson 6, Marc 6    |
| Ann & Diane        | 熱舞辣媽   | 3rd          | 3rd          | 3rd          | 4th          | 6th          | 4th          | 3rd          | 3rd^         | 4th          | 4th<         | 4th          |              | Ann 5, Diane 5        |
| Paula & Natasha    | 兒時朋友   | 6th          | 2nd          | 4th          | 3rd          | 5th          | 5th          | 4th          | 5th~         | 5th          | 5th          |              |              | Paula 5, Natasha 5    |
| Terri & Henry      | 結婚13年   | 9th          | 9th          | 5th          | 7th          | 3rd>4        | 6th          | 6th          | 6th~         |              |              |              |              | Terri 3, Henry 5      |
| Daichi & Sawaka    | 姊弟       | 8th          | 8th          | 6th          | 5th          | 7th          |              |              |              |              |              |              |              | Daichi 3, Sawaka 2    |
| Sophie & Aurelia   | 前室友     | 5th          | 7th          | 8th          | 8th2         |              |              |              |              |              |              |              |              | Sophie 1, Aurelia 12  |
| Brett & Kinaryosih | 交往2年    | 4th          | 6th          | 9th1         |              |              |              |              |              |              |              |              |              | Brett 1, Kinaryosih 1 |
| Edwin & Monica     | 交往10年   | 10th         | 10th         |              |              |              |              |              |              |              |              |              |              | Edwin 1, Monica 0     |

^  注解1： 由於Brett & Kinaryosih於North Shore Rowing Club關門後才到達，所以無法完成繞道。因當時其他隊伍已抵達提示站，他們被吩咐直接去到提示站被淘汰

^  注解2： 由於Sophie & Aurelia於Okere Falls關門後才到達，所以無法完成路障及繞道。因當時其他隊伍已抵達提示站，主持人親自去到他們處宣佈他們被淘汰

^  注解3： 第5賽程橫跨兩集播放的雙重路程 

^  注解4： 雖Terri & Henry向Rovilson & Marc使用讓路，但後者其實較領先而未受影響。
- 红：該隊已被淘汰
- 下線藍：該隊最後抵達非淘汰中繼站，被待定淘汰，表示下一賽段如無法首先抵達中繼站，需接受30分鐘的時間懲罰；斜體藍：該隊最後抵達非淘汰中繼站，被待定淘汰，表示所有金錢需被沒收，而下一賽段亦不會獲得任何金錢
- 綠ƒ：該隊获得捷徑线索；而綠色的賽程號碼表示雖然該賽程有捷徑但未被使用
- 兩佪相同的符號表示該兩隊於聯合組隊合作
- 黄>：該隊使用了讓路；<是被讓路的队伍；<>表示该赛段有讓路但未被使用

## 旅程要事

### 賽中
- 《驚險大挑戰亞洲版》歷史上首次到達菲律賓、香港、日本、韓國、捷克、德国、匈牙利及南非，全個旅程共24天。[5]
- Rovilson & Marc創造了最穩定的終點排名記錄。 他們連續7次排名第1。

### 賽後
- Monica（盧淑儀）表示因在賽事中經常和男朋友Edwin吵架，賽後兩人已經分手，結束了10年情。[6][7]
- Collin Low & Adrian於2008年2月14日獲頒授十萬美元獎金。[5]
- Paula成為下一季第1段，泰國中繼站的接待員。

## 賽段獎品
- 第1段 – 每人各獲諾基亞N95以及諾基亞N73流動電話一部
- 第2段 – 每人各獲由渣打銀行送出帳值5000美元的信用卡一張
- 第3段 – 加德士送出一年免費汽油供應
- 第4段 – 每人各獲Sony Handycam SR7手提攝錄機一部
- 第7段 – 每人各獲由渣打銀行送出帳值5000美元的信用卡一張
- 第8段 – 每人各獲Sony Handycam SR7手提攝錄機一部
- 第9段 – 每人各獲諾基亞N95與以及諾基亞N73流動電話一部
- 第11段 – 加德士送出南非遊獵及賞鯨之旅與於加德士馬拉松起跑的鳴槍資格
- 第12段 – 10萬美元獎金

## 賽程摘要

### 第1段（新加坡→菲律賓）

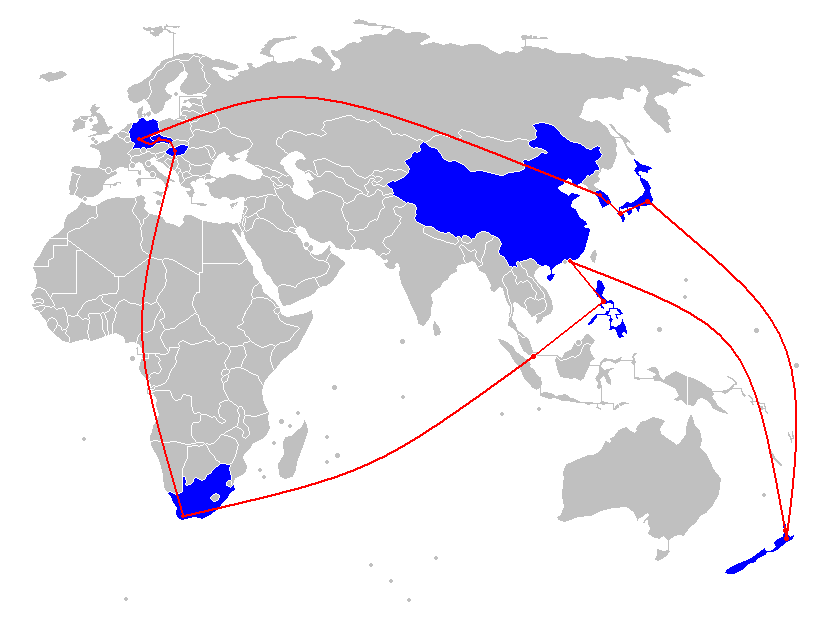
亞洲版第二季路線圖。

- 新加坡 （新加坡河附近 – 亞洲文明博物館）（起點）[AT1]
- 新加坡（花芭山 – 魚尾獅像）[AT2]
- 新加坡（新達城）
- 新加坡（樟宜機場）到 菲律賓馬尼拉 （亞奎諾國際機場）
- 馬尼拉（菲律賓文化中心－亞洲海濱公園）
- 馬尼拉（米蘭達廣場）[AT3]
- 馬尼拉（聖地牙高堡）>中繼站（第1段）<

本賽程繞道的選擇為膽量／鋼索或樓梯。膽量／鋼索：隊伍必須搭電梯至45層高的新達城三號塔的天台，然後拉鋼索在181米的高空，横越至四號塔天台以領取下一提示。樓梯：隊伍需爬45層樓梯至新達城三號塔天台然後爬回大堂，之後再爬45層樓梯至新達城四號塔天台去領取下一提示。
附加任務
- [AT1] 隊伍得到一張描繪了其中一樣代表新加坡的紀念品的明信片，他們需尋找放置了同樣紀念品的計程車，計程車司機會交予他們下一提示。
- [AT2] 隊伍需利用諾基亞N95手機的GPS系統，領導司機到下一個目的地——新達城。
- [AT3] 隊伍需於蛋販吃掉8隻鴨仔蛋以獲得下一提示。

### 第2段（菲律賓）
- 馬尼拉（Green Star巴士總站）
- Pila, Laguna (Pila Municipal Center) （稻田）
- 馬尼拉（加德士Star Mart便利店）[AT]
- 馬尼拉Santa Cruz（加列道站）
- 馬尼拉（Paco Park）>中繼站（第2段）<

於整個賽事的第一個路障：誰對動物瘋狂？其中一名隊員需選擇一頭水牛，並領牠以八字型的方向在滿佈泥濘的稻田上犁。他們需走的路已清楚以竿和旗標示，最後該隊員要把水牛領回起點處以取得下一提示。任務開始前有專人教授他們以控制水牛的口令，而當比賽途中他們也可要求協助，但他們需回到起點。繞道選擇為：高跟或車輪。高跟：隊伍需從混亂的鞋堆中，配對250對鞋子；車輪：隊伍需組合一輛單車，而他們只會被提供所需的工具和零件。
附加任務
- [AT] 隊伍需將存放在Star-Mart便利店的4箱捐贈品搬上吉普車，然後司機會載他們到Ermita Shrine的孤兒院，在那處他們需將捐贈品送遞孤兒院，然後從負責人處取得下一提示。

### 第3段（菲律賓→香港→紐西蘭）
- 馬尼拉 (Ninoy Aquino International Airport) to 中華人民共和國  香港 （香港國際機場）
- 香港（中環碼頭）
- 銅鑼灣（渣打銀行大廈）[AT1]
- 香港（香港國際機場）到 紐西蘭奧克蘭 （奧克蘭國際機場）
- 奧克蘭 (Howick Historical Village) [AT2]
- 奧克蘭（奧克蘭港灣大橋）
- 奧克蘭 (Ascension Vineyard Matakana)
- 奧克蘭 (Spookers Haunted House) [AT3]（Forest of Fear森林）>中繼站（第3段）<

此站第一個路障：隊伍需派一位隊員由四十米高的奧克蘭港灣大橋進行高空彈跳。第二路障：爬牆 或 泛舟 ；選擇爬牆 隊伍兩名成員輪流攀岩，在石牆頂端得到一面旗幟，當得到兩面旗幟後再又一位成員再爬上石牆頂端拿下個提示。選擇泛舟 隊伍需用雙人木舟環繞湖取得三面旗幟最後返回岸邊取得下個提示。
附加任務
- [AT1] 隊伍需計算桌上港幣總值，然後報告那處職員。
- [AT2] 隊伍需用 Sony Cybershot 數碼相機拍下三個代表紐西蘭文化的物品，成功拍下這三個物品便到 Howick Courthouse 以獲得下一提示。
- [AT3] 隊伍到達Haunted House後需進入 Old Nurses' Hostel鬼屋，獲得下一提示

### 第4段（紐西蘭）
- 懷卡托蒂勞（加德士汽油站）
- 羅托路亞 (Scenic Reserve)
- 羅托路亞 (Lake Tikitapu)
- 羅托路亞 (Hell's Gate)  (Te Puia Springs)
- 羅托路亞（Whakarewarewa – Pohutu Geyser）>中繼站（第4段）<

### 第5段（紐西蘭→日本→韓國）
- 奧克蘭（奧克蘭國際機場）到 日本東京 （成田國際機場）
- 東京（芝公園）
- 東京銀座（Sony大廈）
- 東京（澀谷馬克城）
- 東京 (Icebar Tokyo)
- 東京（品川站）to 福岡市（博多站）
- 福岡（福岡國際會議中心）（賽程中間點，隊伍被知會此並非中繼站，需繼續比賽）
- 福岡（博多渡輪碼頭）to 韓國釜山 （釜山一號碼頭）
- 釜山（鐘路學院）
- 釜山（扎嘎其市场）
- 釜山（亞太經濟合作會議小屋／世峰樓）
- 釜山（梵魚寺）>中繼站（第5段）<

### 第6段（韓國）
- 安城（瑞逸農場）
- 水原（遠川渡假村）
- 龍仁（韓國民族村）
- 首爾（和平廣場 - 首爾奧林匹克公園）>中繼站（第6段）<

### 第7段（韓國→德國→捷克）
- 仁川（仁川國際機場）到 德國法蘭克福 （法蘭克福國際機場）
- 法蘭克福（舊歌劇院）
- 捷克共和國布拉格 （查理斯橋）
- 布拉格（Karlova Street上的小商店）
- 布拉格（金斯基宮 - 舊城廣場）
- Beroun（城市廣場）
- Karlštejn（Karlštejn城堡）>中繼站（第7段）<

### 第8段（捷克）
- Beroun (Beroun Train Station) 到 布拉格 (Praha hlavní nádraží)
- 布拉格 (Petřín Hill Observation Tower)
- 布拉格 (Vltava River)
- 布拉格（布拉格城堡）[[File:TheAmazingRace-Intersection.png|20px|>聯合<
- 布拉格（布拉格冰上曲棍球）
- 布拉格（第4游泳池）
- 布拉格 (Vrtbovska Garden) >中繼站（第8段）<

### 第9段（捷克→匈牙利）
- 布拉格 (Praha hlavní nádraží) to 匈牙利布達佩斯 （Keleti火車站）
- 布達佩斯（Batthyány Square）
- 布達佩斯附近（馬札爾農場）
- 維謝格拉德 (Extreme Canopy)
- 維謝格拉德（大力士噴泉）
- 維謝格拉德（所羅門塔）>中繼站（第9段）<

### 第10段（匈牙利）
- 布達佩斯 (Little Princess statue)
- 布達佩斯 (Buda Castle)
- 布達佩斯 (Margaret Island)
- 布達佩斯 (Heroes' Square)
- 布達佩斯 (Freedom Monument Citadel) >中繼站（第10段）<

### 第11段（匈牙利→南非）
- 布達佩斯（Budapest Ferihegy International Airport）到 南非共和國開普敦 （開普敦國際機場）
- 開普敦 (Signal Hill)
- 開普敦 (Aquila Private Game Reserve)
- 開普敦 (Killarney Motor Racing Complex)
- 開普敦卡雅利沙 (Intyatyambo Community Project)
- 開普敦附近 (Aquila Park Game Reserve) >中繼站（第11段）<

### 第12段（南非→新加坡）
- 開普敦（第六區博物館）
- 開普敦（綠點球場附近）
- 開普敦（大沙丘）
- 開普敦（好望角）
- 開普敦（開普敦國際機場）到 新加坡 （樟宜機場）
- 新加坡（新加坡河附近–萊佛士登陸點）
- 新加坡（聖淘沙丹容海灘）
- 新加坡（裕華園白虹橋）>終點線<

在最後一個繞道，各隊被要求"找石頭"或"組裝收音機"。"找石頭"：各隊必須在超多的石頭中找到規定的石頭三顆；"組裝收音機"：各隊必須組裝一台收音機，有聲音即可過關。在最後一個路障，隊員必須將該季造訪過的國家的先後順序以國旗排列出來。